# Number One Observatory Circle

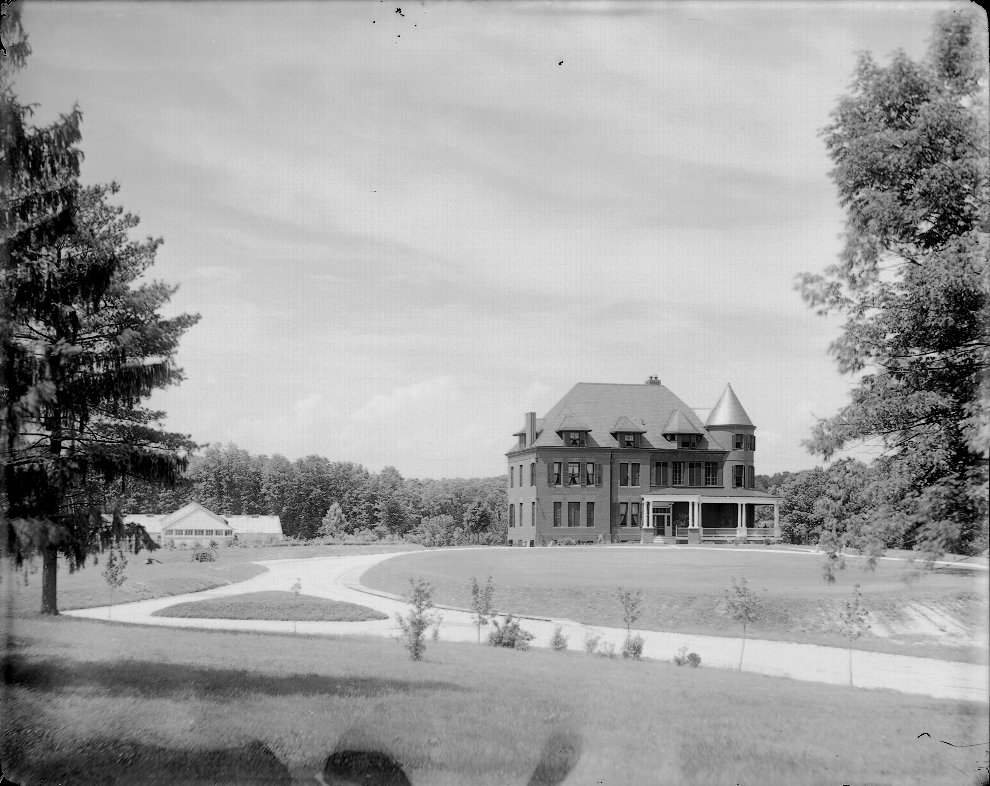
Immagine del 1895, quando la facciata esterna non era ancora dipinta di bianco

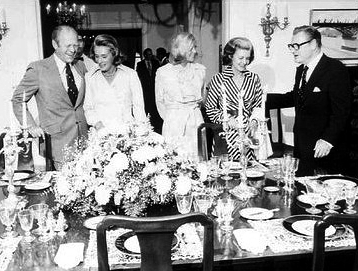
Vicepresidente Nelson Rockefeller (destra) e sua moglie Margaretta Murphy (seconda a sinistra) ricevono presidente Gerald Ford (sinistra) sua moglie Betty Ford (seconda a destra) e la loro figlia Susan Ford (al centro) nel 1975.

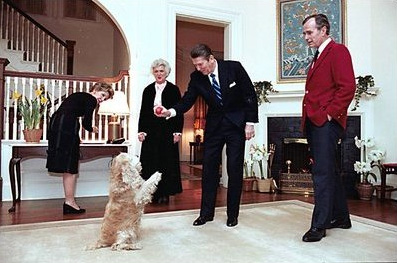
Presidente Ronald Reagan e First Lady Nancy Reagan in visita da George H. W. Bush e Second Lady Barbara Bush

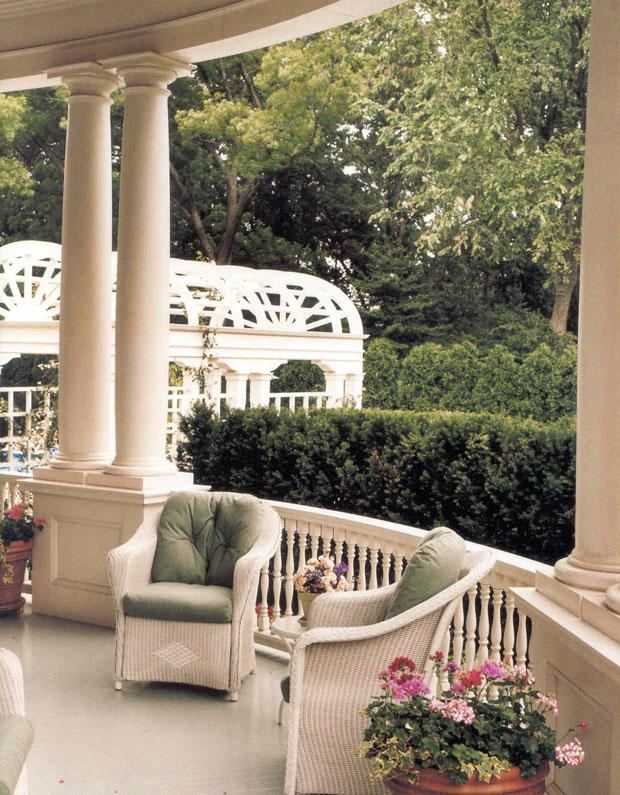
Immagine della veranda durante il periodo in cui vi risiedeva Al Gore.

Il Number One Observatory Circle è la residenza ufficiale del vicepresidente degli Stati Uniti d'America. 
Situata a nordovest dello United States Naval Observatory a Washington, D.C., l'edificio fu costruito nel 1893 per il Chief of Naval Operations (CNO) e rimase a disposizione di esso fino al 1974, anno in cui il congresso autorizzò la ristrutturazione di questo edificio per ospitare il vicepresidente degli Stati Uniti. Fino ad allora il vicepresidente risiedeva in una abitazione di proprietà privata che doveva essere adeguata ad ospitare il vicepresidente. A causa degli elevati costi di ristrutturazione che bisognava ogni volta affrontare per adeguare queste abitazioni alle esigenze istituzionali, il congresso approvò l'acquisto del Number One Observatory Circle per metterlo a disposizione del vicepresidente. Il primo vicepresidente a cui fu messa a disposizione questa residenza fu Nelson Rockefeller, anche se egli la utilizzò esclusivamente per ricevere ospiti. Walter Mondale fu invece il primo vicepresidente ad abitare a Number One Observatory Circle. Da allora tutti i vicepresidenti vi risiedono nel periodo del loro mandato.

## Architettura e decorazioni

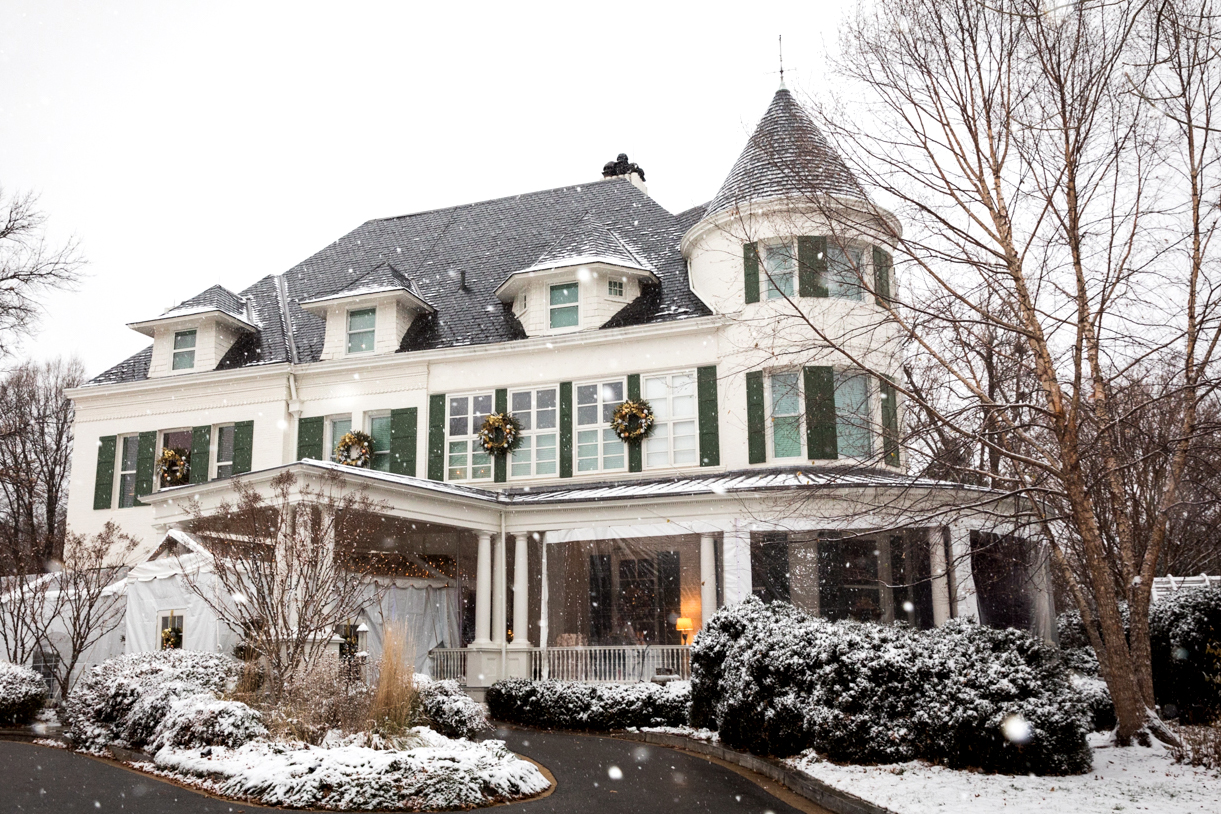

### Stile Regina Anna
L'edificio è stato realizzato in Stile Regina Anna, uno stile che all'epoca della sua costruzione era molto in voga negli Stati Uniti. Le caratteristiche di questo stile sono la disposizione asimmetrica dei corridoi e delle stanze che non sono disposte come avveniva in passato intorno ad una sala principale. All'epoca della costruzione del Number One Observatory Circle le facciate esterne dell'edificio furono realizzate con mattoni in terracotta con alcune parti rivestite in legno dipinto di grigio. Le finestre ed i restanti infissi furono sempre realizzati in legno ed anch'essi vennero dipinti dello stesso colore. Gli interni furono invece rifiniti secondo i gusti dell'allora Naval Observatory Superintendent. Immagini scattate all'epoca rivelano che gli interni dell'edificio furono arredati in diversi stili e che le pareti erano state rivestite.
Verso la fine del diciannovesimo secolo lo stile vittoriano cominciò ad essere sempre meno di moda e conseguentemente anche tutti quelli stili che si erano ispirati ad esso o che parzialmente utilizzavano decorazioni simili. Molti degli edifici costruiti in stile vittoriano furono quindi nel corso del ventesimo secolo depauperati dei loro sontuosi addobbi sulle facciate, le quali furono spesso semplificate adeguandole allo stile coloniale che invece andò via via sempre più affermandosi. Di conseguenza nel 1961 la facciata esterna dell'edificio fu dipinta di bianco, colore che mantiene ancora attualmente.

### Ristrutturazione nel 1974
A partire dal 1974 l'edificio fu sottoposto ad una ampia ristrutturazione che aumentò la dimensione di alcune delle sue stanze rimuovendo alcune delle pareti interne. In seguito furono anche dipinte le pareti interne di bianco, mentre per quanto riguarda gli aspetti storici dell'edificio, questi furono posti in secondo piano rispetto alle esigenze di adattare la residenza alle necessità dei futuri vicepresidenti.

### Interni
Buona parte dei mobili con i quali fu ammobiliata la casa nel 1974 erano copie di mobili in stile coloniale o federale. Uno tra i pezzi più noti che furono realizzati per Number One Observatory Circle, ma che fu successivamente rimosso dalla residenza, era un letto realizzato da Max Ernst su richiesta di Nelson Rockefeller anche soprannominato "the cage". Rockefeller offrì ripetutamente, al termine del suo mandato, il letto sia a George H. W. Bush che a Dan Quayle, ma entrambi rifiutarono l'offerta. Si riferisce che in una occasione Rockefeller abbia offerto il letto anche a Barbara Bush in presenza di suo marito George, che rispose "you are always welcome in this house, but there's no need to bring your own bed" ovvero "sei sempre benvenuto in questa casa, ma non c'è bisogno che ti porti il tuo letto". Ciò nonostante Rockefeller lasciò diversi oggetti a Number One Observatory Circle, tra i quali una litografia anche nota come "The Great Ignoramus" e diversi manufatti d'epoca provenienti dall'estremo oriente.
In seguito anche durante il periodo di mandato di Walter Mondale agli arredi si aggiunsero ulteriori pezzi d'arredo di valore. I Mondale effettuarono alcune modifiche agli interni dell'edificio e introdussero anche alcune opere d'arte contemporanea. Come avevano fatto in precedenza i Rockefeller, anche i Mondale introdussero manufatti provenienti dall'estremo oriente tra i quali vi sono anche alcuni vasi. Durante il soggiorno della famiglia Gore furono invece rifatti i pavimenti ed un nuovo tavolo da pranzo fu introdotto nella casa. Infine, prima che vi si trasferisse la famiglia Cheney l'impianto di condizionamento e l'impianto di riscaldamento furono ammodernati.
Complessivamente Number One Observatory Circle è una casa di tre piani che misura 13 per 23 metri e copre una superficie complessiva di 850 m². Al piano terra si trova l'ingresso con il vestibolo, il salotto, la sala da pranzo, una dispensa, una lavanderia ed una veranda. Al piano superiore si trovano due stanze da letto, ed uno studio. Il terzo piano che originariamente era stato disposto per alloggiare la servitù può invece ospitare delle stanze da letto aggiuntive. La cucina invece si trova nel seminterrato.